# Hans Koeppen (Historiker)

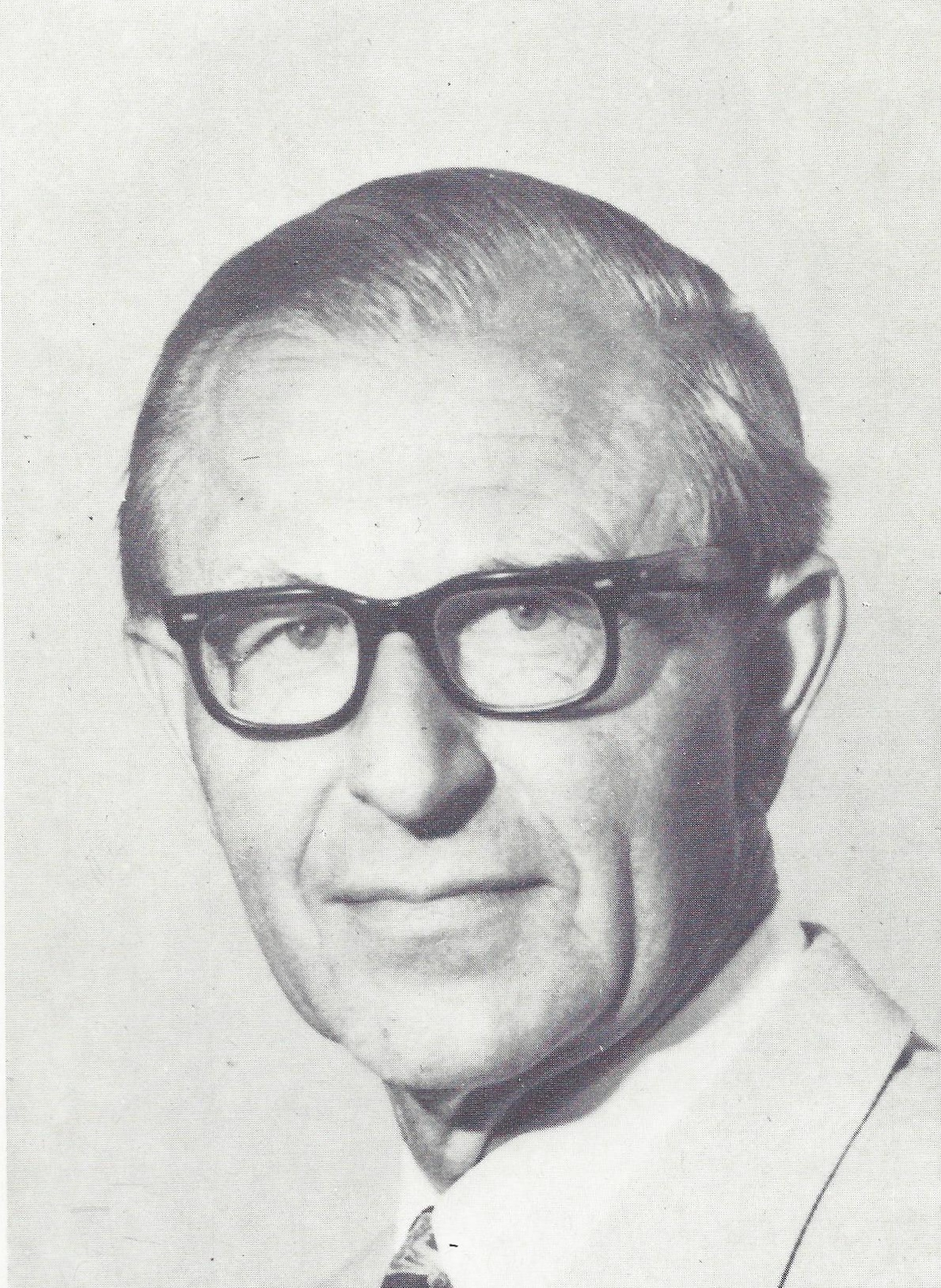
Hans Koeppen

Hans Koeppen (* 22. August 1913 in Mayen; † 13. Juni 1977 in Kassel) war ein deutscher Historiker und Archivar. Er war seit 1962 Leiter des Staatlichen Archivlagers Göttingen.

## Leben
Die Kindheit und Schulzeit verbrachte Hans Koeppen in Stralsund, der Heimatstadt seiner Eltern. Nach dem Abitur und einem Semester Geodäsie (der Fachrichtung seines Vaters) an der Friedrich-Wilhelms-Universität zu Berlin studierte er an der Julius-Maximilians-Universität Würzburg und vor allem an der Universität Greifswald Geschichte, Germanistik und Latein. In Greifswald betreute der Mediävist Adolf Hofmeister seine Dissertation zur mittelalterlichen Geschichte Stralsunds, mit der er 1938 zum Dr. phil. promoviert wurde. Danach beteiligte Koeppen sich im Preußischen Staatsarchiv Stettin an Vorbereitungsarbeiten für das Pommersche Urkundenbuch. 1939/41 nahm er am letzten Lehrgang des Preußischen Instituts für Archivwissenschaft in Berlin-Dahlem teil.
Der Zweite Weltkrieg und sowjetische Kriegsgefangenschaft unterbrachen Koeppens berufliche und wissenschaftliche Entwicklung bis 1950. Koeppen ging nach Niedersachsen. Nach einer ersten archivarischen Aufgabe beim Michaeliskloster Lüneburg wurde er noch 1950 beim Staatsarchiv Wolfenbüttel eingestellt, seit 1952 als Staatsarchivassessor. In jenem Jahr stand er vor der Frage, ob er das verwaiste Stadtarchiv Lüneburg behalten oder zum Staatlichen Archivlager in Goslar gehen sollte. Das Land Niedersachsen hatte diese Dienststelle gerade von der britischen Militärregierung übernommen und verwahrte Archivbestände, die infolge kriegsbedingter Auslagerung in die spätere Britische Besatzungszone gelangt waren. Das waren vor allem Archivalien des Preußischen Staatsarchivs Königsberg mit den mittelalterlichen Beständen des Deutschen Ordens, aber auch solche aus Reval, Schwerin und Zerbst. Diese übten auf Koeppen die größere Anziehungskraft aus, so dass er sich nach Goslar versetzen ließ, wo inzwischen Kurt Forstreuter Direktor geworden war. Mit den Beständen zog er 1953 in das Staatliche Archivlager Göttingen.
Bei den nun einsetzenden Ordnungs- und Verzeichnungsarbeiten widmete sich Koeppen vor allem dem Preußischen Urkundenbuch (Bd. 3, Teil 2: 1342–1345, und Bd. 4: 1346–1351) sowie dem frühneuzeitlichen Bestand Etats-Ministerium, d. h. den Akten der Oberratsstube bzw. der Regierung des Herzogtums Preußen aus den Jahren 1525–1804. Nach Forstreuters Pensionierung folgte er ihm 1962 als Archivdirektor und setzte diese Arbeiten bis zu seiner schweren Erkrankung im September 1976 fort. Eingebunden in die Arbeitsprogramme der niedersächsischen Archivverwaltung, engagierte er sich für die Sicherungsverfilmung der ihm anvertrauten Bestände und betrieb einen Mikrofilmtausch mit dem Generaldirektor der polnischen Staatsarchive.
Von 1965 bis 1974 war er Vorsitzender der Historischen Kommission für ost- und westpreußische Landesforschung. Daneben war er bis zu seinem Tode Mitglied des Vorstands der Historischen Kommission für Pommern.

## Werke
- Führende Stralsunder Ratsfamilien vom Ausgang des 13. bis zum Beginn des 16. Jahrhunderts. Greifswalder Abhandlungen zur Geschichte des Mittelalters, Bd. 10. Verlag Bamberg, Greifswald 1938. (Dissertation)
- Preußisches Urkundenbuch. Historische Kommission für ost- und westpreußische Landesforschung, 1958–1973
- Das Archiv des Deutschen Ordens in Preußen, seine Bestände und seine wissenschaftliche Bedeutung. Jahrbuch Preußischer Kulturbesitz 4 (1966), S. 172–187.
- Nicolaus Copernicus zum 500. Geburtstag. Böhlau Verlag, Köln 1973.
- Die Berichte der Generalprokuratoren des Deutschen Ordens an der Kurie, 1976
- Das „Adelsarchiv“ des Staatsarchivs Königsberg (Archivbestände Preußischer Kulturbesitz) im Staatlichen Archivlager in Göttingen, in: Preußenland 12 (1974), S. 33–62; Ndr. In: Altpreußische Geschlechterkunde NF Bd. 8 (1975), S. 279–301.